# Musée national de la pêche
Le musée national de la pêche (en néerlandais : Nationaal Visserijmuseum Oostduinkerke, acronyme NAVIGO) est un musée situé à Ostdunkerque, une section de la commune belge de Coxyde en Flandre-Occidentale.
Le musée est fondé dans la première moitié du XXe siècle et est entièrement rénové de 2004 à 2009.
Le patrimoine maritime, l'art, l'artisanat et les riches ressources naturelles de la mer du Nord sont présentées au public.